# ACM Transactions on Database Systems
ACM Transactions on Database Systems (abrégé en TODS) est une revue scientifique trimestrielle à comité de lecture dans le domaine des bases de données ; elle est publiée par l'Association for Computing Machinery depuis 1976.

## Description
Le rédacteur en chef est, en 2020, Christian S. Jensen, de l'Université d'Aalborg. Il a pour successeur Chris Jermaine (Christopher M. Jermaine) de l'université Rice.

TODS publie des articles sur tous les aspects de la recherche sur les bases de données. Les domaines de recherche couverts comprennent notamment : la modélisation des données, les langages de base de données, la théorie des bases de données, le traitement des requêtes, les méthodes d'accès et l'indexation, la sécurité et la confidentialité, la gestion des transactions, la tolérance aux pannes, la distribution, les performances, le stockage des données, l'exploration des données, et les nouvelles applications et infrastructures exploitant la technologie des bases de données. 
Comme le note le nouvel rédacteur-en-chef : « Les conférences restent le lieu de publication privilégié de nombreux chercheurs. En particulier, TODS semble recevoir relativement peu de soumissions originales axées sur la construction de bases de données "de base" ».

## Résumés et indexation
La revue est trimestrielle : elle publie un cahier tous les trois mois, les cahiers d'une année sont groupés en un volume. Les articles d'une même année sont numérotés consécutivement. 
La revue est indexée, et les résumés sont publiés notamment dans Scopus (Elsevier) ou DBLP.
Le facteur d'impact sur Biobox est de 1,0 en 2017. Sur SCImago Journal Rank, il est de 0,742 en 2017.